# Gonomyia macswaini
Gonomyia macswaini är en tvåvingeart som beskrevs av Alexander 1940. Gonomyia macswaini ingår i släktet Gonomyia och familjen småharkrankar. Inga underarter finns listade i Catalogue of Life.